# جیمی شی
جیمی شی (انگلیسی: Jimmy Shea؛ زادهٔ ۱۰ ژوئن ۱۹۶۸) اسکلتون‌سوار اهل ایالات متحده آمریکا بود.
وی در مسابقات کشوری و بین‌المللی در مجموع برندهٔ ۲ مدال طلا، ۱ مدال نقره، ۳ مدال برنز شده‌است.